# Västgöta nation, Uppsala

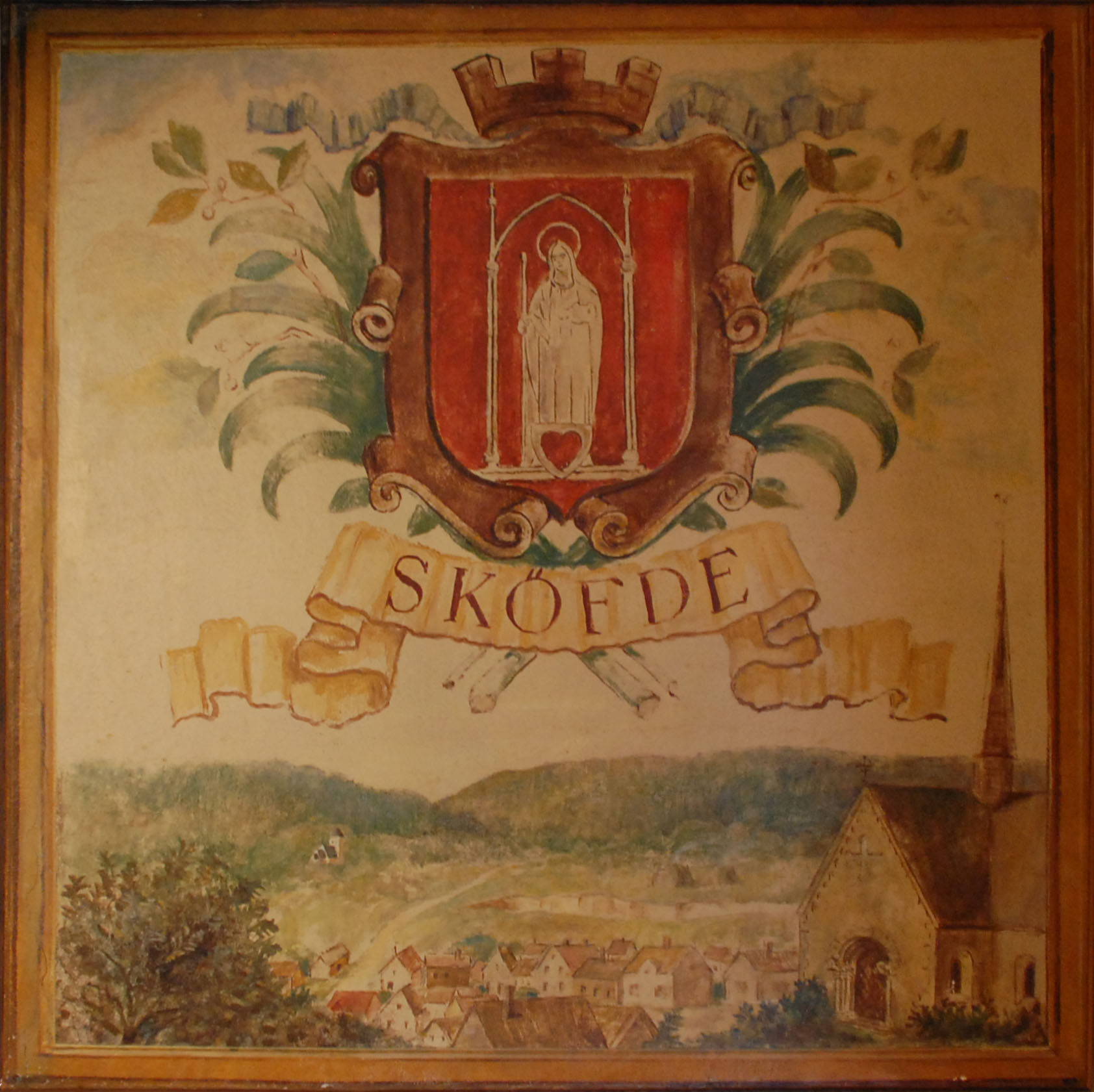
Väggmålning i nationssalen: Skövde

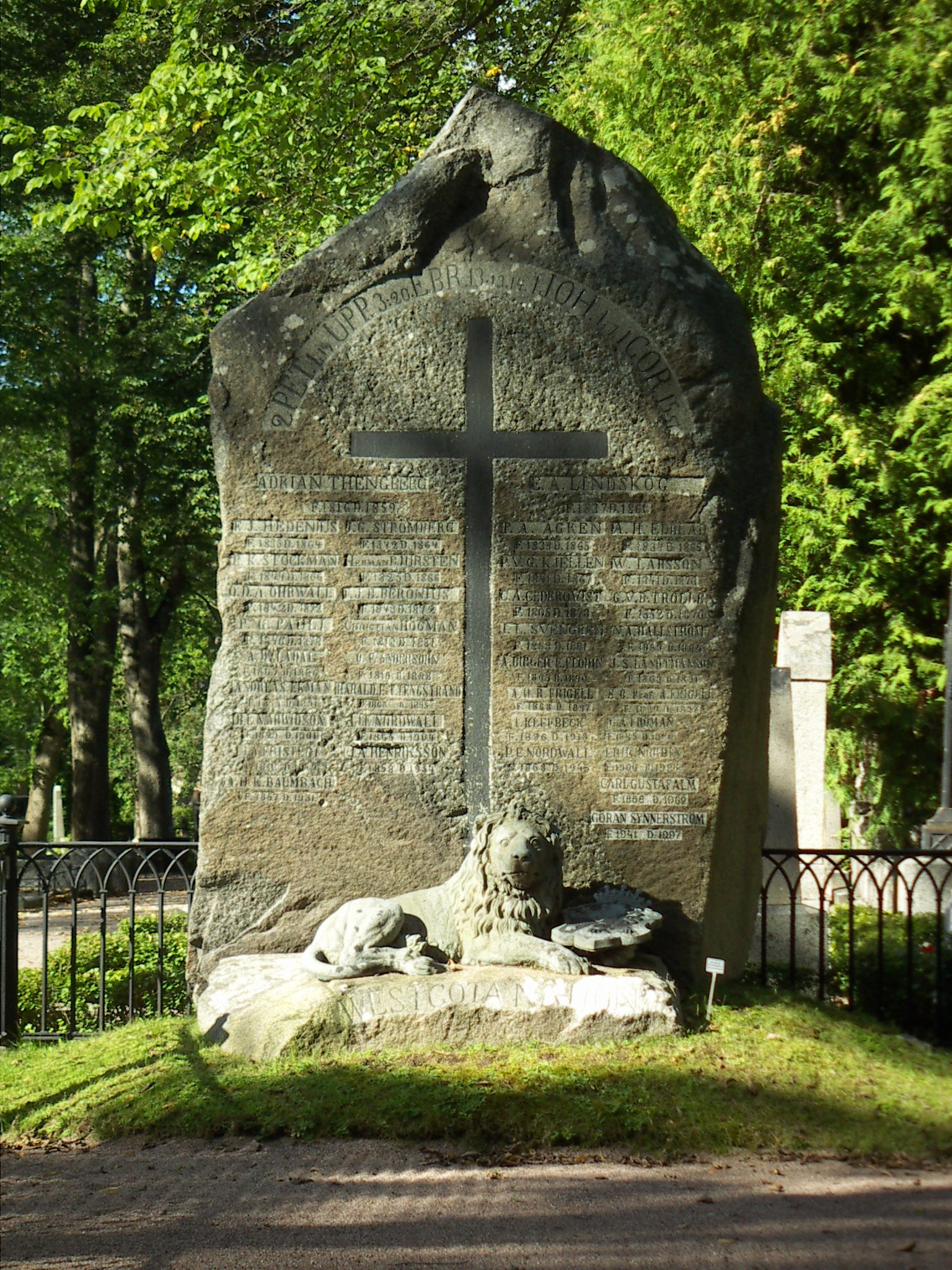
Västgötas nationsgrav på Uppsala gamla kyrkogård.

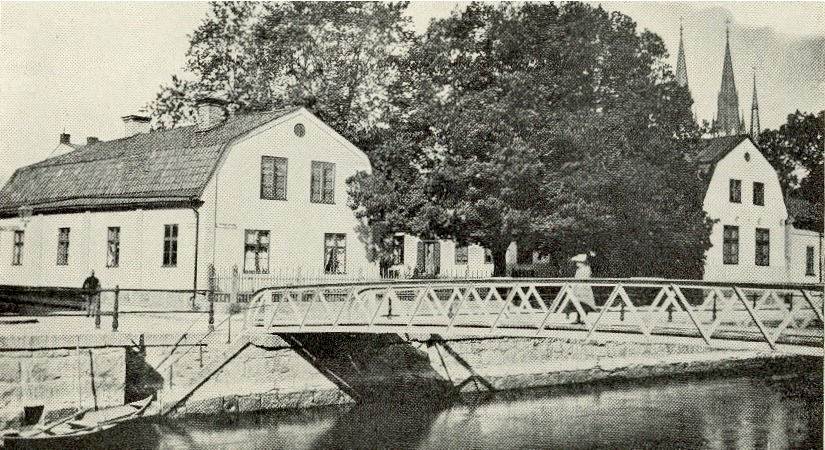
Nationshuset innan ombyggnaden, foto från år 1900

Västgöta nation, dagligt tal Västgöta eller VG, är en nation vid Uppsala universitet. Nationen grundades 1639, samma år som Västmanlands-Dala nation, och är därmed en av de två äldsta nationerna i Uppsala . Västgöta nation är med sina cirka 1 300 medlemmar en ganska liten nation, men trots detta har man ett omfattande kulturutbud med bland annat tre körer, en teaterförening och en orkester.
Nationshuset ligger precis vid Fyrisån och är troligen byggt 1604; källarvalven är dock ännu äldre. Huset är ett av få hus i centrala Uppsala som överlevde stadsbranden 1702[källa behövs]. Bland de tidigare ägarna märks särskilt fältmarskalk Lennart Torstenson. Huset har varit i nationens ägo sedan 1825 och har renoverats och byggts om ett antal gånger, bland annat 1871 av arkitekten Adrian Crispin Peterson som under tiden stod för flera nyinredningar på nationerna i Uppsala.

## Verksamhet
Nationen bedriver såväl en extensiv kulturverksamhet som restaurangverksamhet. Till kulturen hör de tre körerna (Västgöta Nationskör, Västgöta nations manskör (Korgossarna) och Västgöta nations damkör), tirolerorkestern Cafe Innsbruck och idrottsföreningen VGIF. Till restaurangverksamheten räknas nationens gasquer, ölkällaren Djäknen, sopplunchen och Märtas söndagsfika. Tidigare har nationen även haft en Teatergrupp och en Kantatgrupp.

### Klubbverket
Gasquerna är de traditionella middagarna med efterföljande släpp. På våren har Västgöta följande traditionella middagar: Recentiorsgasque, Sångboksgasque, Majmiddag, Vårbal samt vart fjärde år Skottårsbal. Tidigare har nationen också haft en Valborgsgasque - den är sedan några år tillbaka ersatt med en traditionell sillunch. Mitt i sommaren, vanligtvis första lördagen i juli, äger den traditionella Sommarmiddagen rum. På hösten är det bland annat Recentiorsgasque, Sångboksgasque, Höstbal och Luciagasque. Fram till hösten 2018 var Höstbalen en Gåsbal.
Djäknen är nationens pub, belägen i de medeltida valven under nationshuset. 
Tidigare hade nationen en restaurang som hette Torstensson, vilken från och med hösten 1998 ersattes av legendariska Blå, en fiskrestaurang öppen på torsdagar. Hösten 2011 huserade en krog inspirerad av det sydfranska köket, Boule De Suife, i huset. Sedan hösten 2014 hette nationens restaurang Gunnars Bord, namngiven efter den före detta Förste kuratorn och hedersledamoten Gunnar Wennerberg. Gunnars bord ersattes sedan av restaurang KÄK fram till 2024. Nationen vann 2009 nationstävlingen Årets Nationskök, en tävling mellan Uppsalas samtliga 13 studentnationer.  
Utöver detta bedriver nationen en frekvent uthyrningsverksamhet, framförallt för disputationsfester.

## Körer

### Blandkör
Västgöta Nationskör är nationens blandade kör, och den största av nationens tre körer med cirka 50 medlemmar. Repertoaren är blandad med allt från visor och traditionell musik till pop och gospel, och framförs vid såväl nationssittningar som externa händelser. Nyintag av medlemmar sker vid varje terminsstart.

### Manskör
Västgöta nations manskör (VGMK) eller Korgossarna är en akademisk manskör vid Västgöta nation. Dirigent är sedan 2015 Rebecka Gustavsson.
Repertoaren hämtar inspiration både från den svenska manskvartettsången och från utländska källor såsom Tjajkovskij och Beach Boys. Kören stoltserar gärna med sina polyglotta kunskaper. Västgöta nations manskör gör årsvis en till två körresor. Turnéerna har tidigare gått till Baltikum, Tyskland, Cambridge, London, Barcelona, Frankrike, Rom, Wien, Tammerfors, Ryssland, Turkiet, Polen, Estland och Italien. I början av varje termin tar kören in nya sångare.

### Damkör
Västgöta nations damkör (VGDK) är Västgöta nations yngsta nationskör, samt den minsta. Kören har framträdanden på många av nationens gasquer och middagar, bland annat Herrmiddagen som hålls en gång per termin av nationens damer för nationens herrar. Repertoaren är blandad och har inkluderat framföranden av såväl Lady Gaga-medleyn, engelska madrigaler och Hasse & Tage-sånger. Intagning av nya medlemmar sker i början av varje termin.

## Nationsbostäder
Stiftelsen Västgötagården förvaltar det vackra tegelhuset som ligger på Västgöta nations gård, närmast ut mot Slottsgränd. Huset byggdes 1948 och är ritat av arkitekten Ivar Tengbom och har 35 rum, en dubblett och en lägenhet. Dessutom har nationen 7 rum (5 i korridor och en dubblett) i det mindre huset på gården, Ambrosia. 

## Vännationer
- Västgöta nation, Lund
- Nylands nation, Helsingfors [4]
- Keskisuomalainen Osakunta, Helsingfors

## Inspektorer
År 1663 blev Ericus Odhelius, professor i teologi, nationens första inspektor. Bertil Wiman, professor i skatterätt är nationens nuvarande inspektor.